# Muge
Muge (무게) è un film del 2012 diretto da Jeon Kyu-hwan, vincitore del Queer Lion 2012 alla 69ª Mostra internazionale d'arte cinematografica di Venezia.